# Zoutmelde
Zoutmelde is de informele naam voor twee halofyten die eerder vielen onder het geslacht Halimione, maar nu gerekend worden tot het geslacht melde (Atriplex): gewone zoutmelde en gesteelde zoutmelde. Beide soorten worden aangetroffen op kwelders en oeverwallen langs kreken. Er zijn nog andere zouttolerante meldesoorten, zoals kustmelde en strandmelde, maar deze werden niet gerekend tot Halimione.
- Gewone zoutmelde of obione, (Atriplex portulacoides, synoniem: Halimione portulacoides) komt voor langs de kusten van Eurazië en in delen van Afrika, en is ook eetbaar. Deze smaakt zeer zout.
- Gesteelde zoutmelde (Atriplex pedunculata, synoniem: Halimione pedunculata) komt voor langs de kust van de Noordzee, de Oostzee en de Zwarte Zee en in de zoutsteppen van Midden- en Zuidwest-Azië en Zuidoost-Europa

zoutmelde
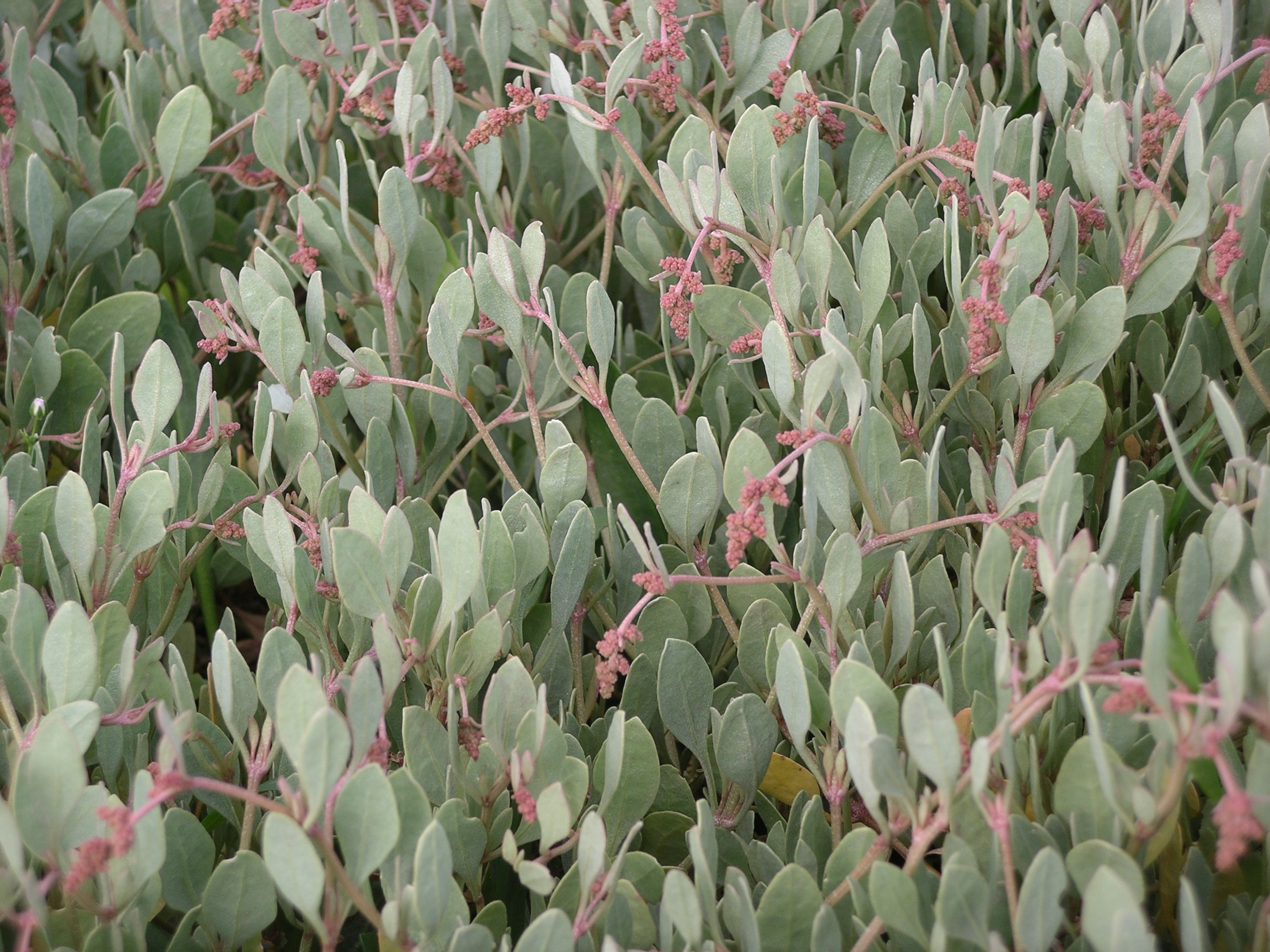
Gewone zoutmelde
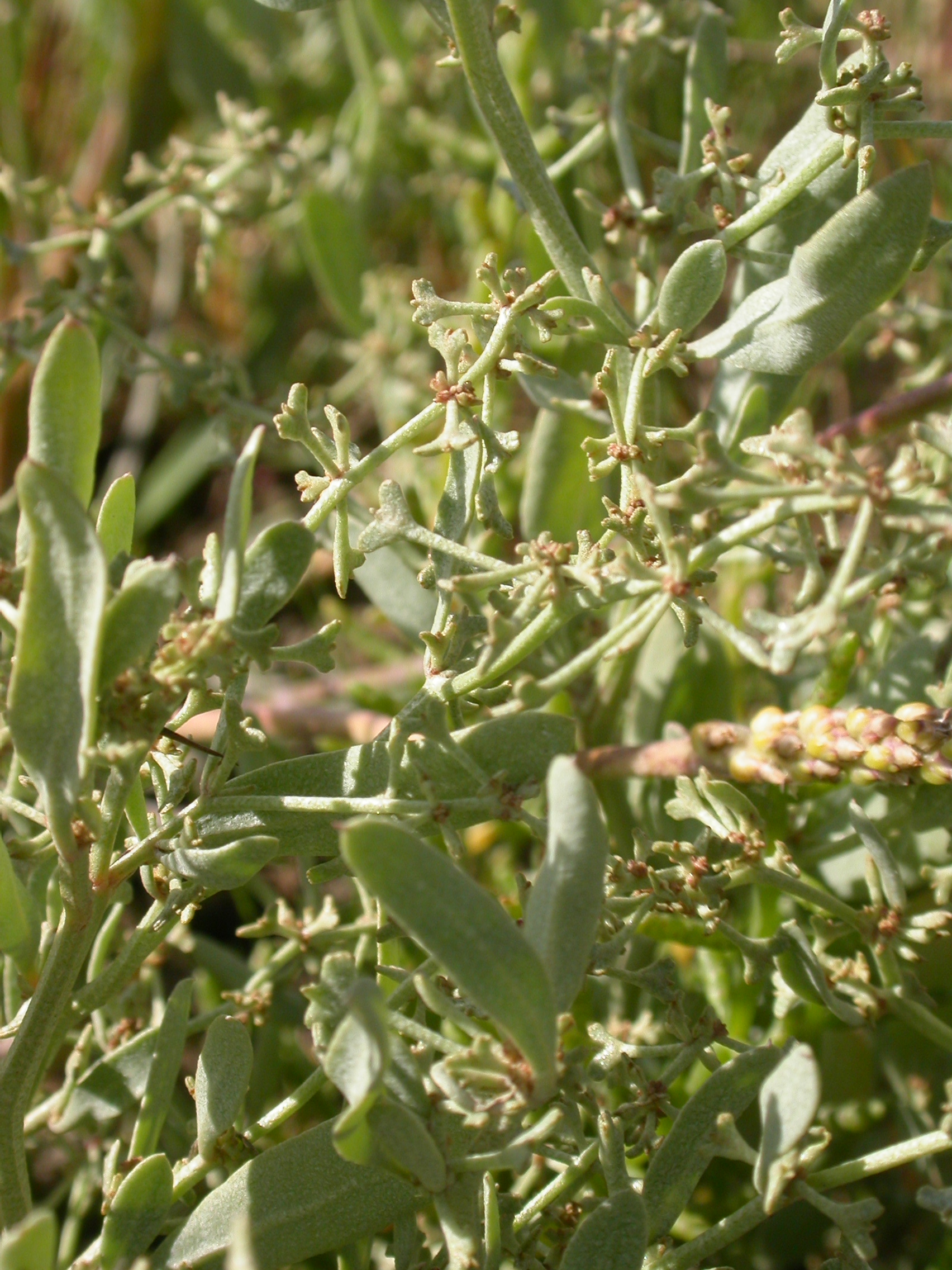
Gesteelde zoutmelde

... · 
A. glabriuscula (kustmelde) · 
A. hortensis (tuinmelde) · 
A. laciniata (gelobde melde) · 
A. littoralis (strandmelde) · 
A. longipes (gesteelde spiesmelde) · 
A. nitens (glanzende melde) · 
A. patula (uitstaande melde) · 
A. pedunculata (gesteelde zoutmelde) · 
A. portulacoides (gewone zoutmelde) ·  
A. prostrata (spiesmelde) ·  
...